# Paul Ryan (Musiker)
Paul Ryan (eigentlich Paul Sapherson; * 24. Oktober 1948 in Leeds, Yorkshire, England; † 29. November 1992) war ein britischer Sänger und Songwriter, der besonders in der zweiten Hälfte der 1960er Jahre, vor allem gemeinsam mit seinem Zwillingsbruder Barry Erfolge feiern konnte. 

## Biografie
Die eineiigen Zwillinge waren Kinder der in den 1950er Jahren recht erfolgreichen Sängerin Marion Ryan und ihres ersten Ehemannes Lloyd Sapherson. Im Alter von 15 Jahren traten sie selbst ins Showgeschäft ein und übernahmen von da an den Mädchen- und Künstlernamen ihrer Mutter. Zunächst nannten sich die Brüder The Ryan Twins.
Die Ryan-Brüder erhielten 1965 einen Vertrag bei Decca Records und veröffentlichten als Paul and Barry Ryan unter der Regie von Produzent Les Reed eine Reihe Singles mit Popschlagern. 1965/1966 konnten sie gleich drei ihrer Platten in den britischen Top 20 platzieren, darunter Don't Bring Me Your Heartaches (1965). Weitere, kleinere Hits wie Have Pity on the Boy (1966), Missy Missy (1966) oder Keep It out of Sight (1967) folgten.
Der Starrummel und der damit verbundene Stress brachten Paul jedoch angeblich an den Rand eines Nervenzusammenbruchs. Die Brüder beschlossen 1967, dass Barry weiter auf der Bühne stehen sollte, Paul hingegen werde sich in den Hintergrund zurückziehen, Songs schreiben und produzieren. Sie wechselten Ende des Jahres zu MGM Records. Gleich die erste Single, die Paul für Barry schrieb, wurde sein größter Erfolg: Eloise – ein Welthit und Barry Ryans Durchbruch zum Popstar. Eloise wurde in sechs Ländern Nummer 1 der Hitparaden (im Heimatland Großbritannien allerdings "nur" Nummer 2). Von dem dramatischen, kraftvollen Song wurden mehr als drei Millionen Singles verkauft.
Paul schrieb noch weitere Hits für Barry (wie Love Is Love, The Hunt, Kitsch und Zeit macht nur vor dem Teufel halt), die ab Mitte 1969 auf Polydor erschienen, jedoch nicht an den Welterfolg anknüpfen konnten – Eloise blieb sein größter Hit, den 1985 die Punkband The Damned erfolgreich coverte und noch einmal bis auf Platz 3 der Charts brachte. Daneben ist einer seiner bekanntesten Songs I Will Drink the Wine, 1971 ein britischer Top-20-Hit für Frank Sinatra; weiteren Charterfolg brachten ihm Colour of My Love, interpretiert von Jefferson (1969/Platz 22) und Who Put the Lights Out (Dana/1971/Platz 14). 
Paul Ryan lebte zehn Jahre an der US-Westküste und zog 1985 zurück nach London, wo er eine Kette von Friseursalons eröffnete. Er starb im Alter von 44 Jahren an Lungenkrebs.

## Diskografie

### Studioalben
Paul und Barry Ryan
- 1967: Two of a Kind (als The Ryans)
- 1967: Hey Mr. Ryan
- 1968: Paul and Barry Ryan

Solo
- 1976: Scorpio Rising

### Singles
| Jahr | Titel Album                                 | Höchstplatzierung, Gesamtwochen, AuszeichnungChartsChartplatzierungen (Jahr, Titel, Album, Platzierungen, Wochen, Auszeichnungen, Anmerkungen) | Anmerkungen                                         |
| Jahr | Titel Album                                 | UK | Anmerkungen                                         |
| ---- | ------------------------------------------- | --- | --------------------------------------------------- |
| 1965 | Don’t Bring Me Your Heartaches Hey Mr. Ryan | UK13 (9 Wo.)UK | Erstveröffentlichung: Oktober 1965 mit Barry Ryan   |
| 1966 | Have Pity On The Boy –                      | UK18 (6 Wo.)UK | Erstveröffentlichung: Januar 1966 mit Barry Ryan    |
| 1966 | I Love Her –                                | UK17 (8 Wo.)UK | Erstveröffentlichung: Mai 1966 mit Barry Ryan       |
| 1966 | I Love How You Love Me –                    | UK21 (7 Wo.)UK | Erstveröffentlichung: Juli 1966 mit Barry Ryan      |
| 1966 | Have You Ever Loved Somebody? –             | UK49 (1 Wo.)UK | Erstveröffentlichung: September 1966 mit Barry Ryan |
| 1966 | Missy Missy Hey Mr. Ryan                    | UK43 (4 Wo.)UK | Erstveröffentlichung: Dezember 1966 mit Barry Ryan  |
| 1967 | Keep It Out Of Sight –                      | UK30 (6 Wo.)UK | Erstveröffentlichung: Februar 1967 mit Barry Ryan   |
| 1967 | Claire Hey Mr. Ryan                         | UK47 (2 Wo.)UK | Erstveröffentlichung: Juni 1967 mit Barry Ryan      |

### Weitere Singles
Paul und Barry Ryan
- 1967: Heartbreaker
- 1968: Pictures Of Today
- 1973: So laß uns leben
- 1973: Won’t You Join Me
- 1974: Nothing’s Gonna Change Our World
- 1974: Carry The Blues

Solo
- 1972: Natural Gas / Hellow hellow
- 1972: Born On A Beautiful Day
- 1976: The Day That Anastasia Romanoff Died
- 1976: Man In The Crowd

### Songwriting
- 1968: Barry Ryan – Eloise
- 1969: Barry Ryan – Love Is Love
- 1969: Barry Ryan – The Hunt
- 1969: Jefferson – Colour of My Love
- 1970: Barry Ryan – Kitsch
- 1971: Frank Sinatra – I Will Drink the Wine
- 1971: Dana – Who Put the Lights Out